# Спрогис, Артур Карлович
Арту́р Ка́рлович Спро́гис (латыш. Arturs Sproģis, 6 марта 1904, Рига, Российская империя — 2 октября 1980, Москва) — советский военный деятель, один из руководителей партизанского движения в Подмосковье, Латвийской и Белорусской ССР в период Великой Отечественной войны, полковник (1943).

## Биография
По происхождению — из рабочих, на военной службе, в РККА, с 15 лет (с 1919 года), участвовал как разведчик партизанского отряда «Дикли», далее — разведчик-красноармеец 7-го латышского полка в боевых действиях за Советскую власть на Гражданской войне, позднее — сотрудник оперативного отдела Московской чрезвычайной комиссии (МЧК). Короткое время служил в охране Ленина. С 1919 (1920) года — курсант 1-х Московских пулемётных курсов по подготовке командного состава РККА, по личной рекомендации председателя ВЧК Ф. Э. Дзержинского.
Принят в ряды РКП(б) в 1920 году. Окончил Школу имени ВЦИК, в октябре 1922 года, по выпуску проходил службу на государственной границе в должности командира взвода пограничной дивизии (штаб-квартира — в Полоцке). Работал во внешней разведке, связным у Зорге. Участвовал, «втёмную», в операции «Синдикат-2», проводил через «окно» на советско-польской границе на советскую территорию Бориса Савинкова с группой и сопровождал их до Минска, обеспечивая его безопасность на территории БССР, до предусмотренного места, где Савинков был официально арестован.
С 1928 года учился в Высшей пограничной школе (ВПШ). По окончании ВПШ в 1930 году назначен в особый отдел Белорусского ГПУ, где возглавил специальную школу пограничной разведки Белорусского пограничного округа.

Во время Гражданской войны в Испании был военным советником 14-го армейского корпуса (кодовое обозначение специальных групп интернациональных бригад) под именем "майора Артуро", начальником разведывательного отдела 11-й интернациональной бригады республиканской армии на Гвадалахарском фронте, организовал взрыв неприятельского порохового завода в Толедо и многие другие специальные диверсионные мероприятия против франкистов и их союзников. Автор романа «По ком звонит колокол» Эрнест Хемингуэй писал о совместном рейде со Спрогисом.
И всё, чему меня обучал Спрогис, он сам взял от него — Яна Карловича Берзина. Многие из нас погибли, так и не узнав, кому они обязаны своим Кодексом разведчика, своими навыками, своей выучкой — Овидий Горчаков (Ольбик Александр Степанович, статья «Кто вы, Спартак?»)
В 1940 году поступил в Военную академию имени М. В. Фрунзе на разведывательный факультет, в 1941 году окончил его.
В годы Великой Отечественной войны был начальником штаба войсковой части № 9903 (диверсионного отделения) разведотдела штаба Западного фронта (среди учеников были Зоя Космодемьянская, Вера Волошина, Илья Кузин, Елена Колесова, Иван Банов, Константин Заслонов, Григорий Линьков, Никита Дронов, Овидий Горчаков, Константин Герчик), с 15 января 1943 года начальник диверсионно-разведывательной школы и руководитель латвийского партизанского движения. Имел ранения, тяжёлое – в октябре 1943 года.
После полного освобождения Латвийской ССР в 1944 году назначен заведующим военным отделом Центрального Комитета Коммунистической партии Латвии.

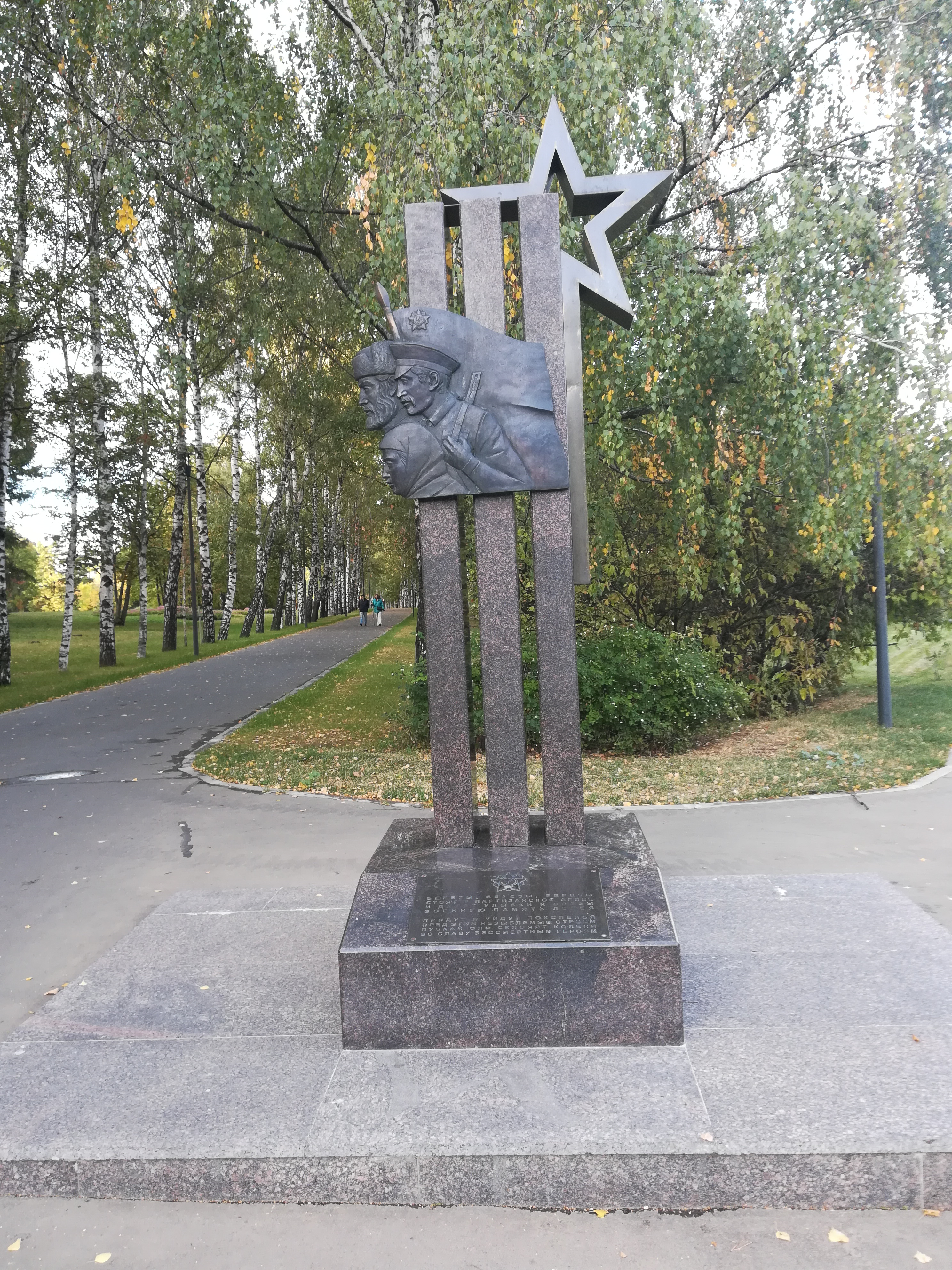
Аллея партизан Подмосковья в Парке 50-летия Октября

Последние годы жизни жил в Москве, в доме Нирнзее. Начальник военной кафедры при 1-м Московском государственном педагогическом институте иностранных языков, с 1965 года имел учёное звание — профессор. Вёл общественную работу, Председатель Совета ветеранов войсковой части № 9903. Один из создателей Аллеи партизан Подмосковья в Парке 50-летия Октября в Москве.
Скончался 2 октября 1980 года. Похоронен в Латвийской ССР на кладбище Райниса, с воинскими почестями, 21 ноября 1980 года.

## Награды и знаки отличия
Удостоен двадцати пяти государственных наград:
- два ордена Ленина[7]
- четыре ордена Красного Знамени[7] (в том числе 07.11.1942[8])
- орден Отечественной войны 1-й степени[7]
- медали:[7]

- медаль "XX лет РККА"
- медаль «За оборону Москвы»
- медаль «За победу над Германией в Великой Отечественной войне 1941—1945 гг.»

- наградное оружие - пистолет "браунинг"[7]
- нагрудный знак «Парашютист» - за совершение 85 прыжков с парашютом[7]